# Parhydraena maculicollis
Parhydraena maculicollis är en skalbaggsart som beskrevs av Perkins 2009. Parhydraena maculicollis ingår i släktet Parhydraena och familjen vattenbrynsbaggar. Inga underarter finns listade i Catalogue of Life.